# Санту-Кінтіну
Санту-Кінтіну (порт. Santo Quintino; МФА: [ˈsɐ̃.tu kĩ.ˈti.nu]) — парафія в Португалії, у муніципалітеті Собрал-де-Монте-Аграсу. Розташована в західній частині країни, на теренах історичної португальської провінції Ештремадура. Входить до складу округу Лісабон. За адміністративним поділом, чинним до 1976 року, терени парафії були складовою провінції Ештремадура. Належить до Лісабонського патріархату Католицької церкви. Патрон — Діва Марія. Площа — 29,0018 км². Населення — 3706 ос. (2011). Слабо урбанізований регіон. Густота населення — 127,79 осіб/км²
. Код — 111201.

## Населення
| Кількість мешканців | Кількість мешканців | Кількість мешканців | Кількість мешканців | Кількість мешканців | Кількість мешканців | Кількість мешканців | Кількість мешканців | Кількість мешканців | Кількість мешканців | Кількість мешканців | Кількість мешканців | Кількість мешканців | Кількість мешканців | Кількість мешканців |
| ------------------- | ------------------- | ------------------- | ------------------- | ------------------- | ------------------- | ------------------- | ------------------- | ------------------- | ------------------- | ------------------- | ------------------- | ------------------- | ------------------- | ------------------- |
| 1864                | 1878                | 1890                | 1900                | 1911                | 1920                | 1930                | 1940                | 1950                | 1960                | 1970                | 1981                | 1991                | 2001                | 2011                |
| 2 711               | 2 722               | 3 193               | 3 155               | 3 296               | 3 392               | 3 685               | 3 968               | 4 013               | 3 915               | 3 293               | 3 413               | 2 878               | 3 432               | 3 706               |